# 23246 Terazono
23246 Terazono è un asteroide della fascia principale. Scoperto nel 2000, presenta un'orbita caratterizzata da un semiasse maggiore pari a 2,5715411 UA e da un'eccentricità di 0,1985330, inclinata di 7,97140° rispetto all'eclittica.